# Marie-Sára Štochlová
Marie-Sára Štochlová (* 11. März 1999 in Hořovice) ist eine tschechische Beachvolleyballspielerin.

## Karriere
Štochlová spielte in ihrer Jugend zunächst Hallenvolleyball und einige Jahre auch parallel im Sand. Seit 2015 konzentriert sie sich ausschließlich auf Beachvolleyball. Mit Martina Maixnerová wurde sie 2016 im heimischen Brno U18-Europameisterin.
2021 siegte sie mit Martina Williams beim 1-Stern-Turnier in Ljubljana und erreichte Platz zwei beim 2-Sterne-Turnier in Brno. Außerdem gewannen Štochlová/Williams die tschechische Meisterschaft.
Seit August 2021 spielt Štochlová an der Seite von Barbora Hermannová. Beste Ergebnisse auf der neugeschaffenen World Beach Pro Tour 2022 waren ein zweiter Platz im Juli beim Challenge-Turnier im marokkanischen Agadir und der Sieg im Oktober beim ersten Challenge-Turnier in Dubai. In der folgenden Saison erkämpften sie Bronze beim Challenge in Edmonton und wurden jeweils siebzehnte bei den Europa– und Weltmeisterschaften. Zwischen diesen Veranstaltungen gewannen sie das Futures im heimischen Brno und die tschechische Meisterschaft.
Bestes Ergebnis bei der Pro Tour 2024 war die Achtelfinalteilnahme beim Elite16 in der zweitgrößten Stadt ihres Heimatlandes. Bevor Štochlová/Hermannová als Gruppendritte bei den Olympischen Spielen in der Lucky Loser Runde standen, waren sie bereits zwei Mal glückliche Verlierer, um sich überhaupt für diese Veranstaltung zu qualifizieren. In der Vorrunde zum Nations Cup 2024 wären sie als Zweite der Gruppe B eigentlich ausgeschieden, profitierten jedoch davon, dass die Sollstärke für die Endrunde nicht erreicht worden war und sie durch ihre Position im CEV Länderranking nachrücken durften. Im eigentlichen Wettbewerb wurden sie ebenfalls Zweite. Da die vor ihnen liegenden Niederländerinnen nicht die nationalen Kriterien für eine Olympiateilnahme erfüllten, durften die Tschechinnen am bedeutendsten Event des Jahres teilnehmen. Die dritte Lucky Loser Ausgabe der Saison endete für sie nicht glücklich, denn sie mussten gegen die Bronzemedaillengewinnerinnen Melissa/Brandie antreten. Durch die Niederlage belegten Štochlová/Hermannová im Gesamtklassement den geteilten siebzehnten Rang. Als Gruppensiegerinnen bei der Europameisterschaft gewannen sie auch ihr Achtelfinale gegen E. van Driel/Bröring, verloren jedoch anschließend gegen Raupelytė/Paulikienė und wurden so Fünfte. Zum Abschluss ihres gemeinsamen Weges verteidigten sie am 1. September ihren Landesmeistertitel.
Seit 2025 bilden Štochlová und Markéta Svozilová ein neues Duo. Bei ihrem ersten gemeinsamen Event dem Challenge in Yucatan erreichten sie nach dem dritten Rang im Pool und dem Spielgewinn gegen Chamereau/Vieira die Runde der letzten Sechzehn. Beim folgenden Elite16 in Quintana Roo scheiterten sie in der Qualifikation. Besser lief es danach in Xiamen, wo sie als Poolzweite und nach Siegen über zwei chinesische Beachpaare erst im Viertelfinale von den Finalistinnen Ahtiainen/Lahti gestoppt werden konnten. 